# 天保義民事件

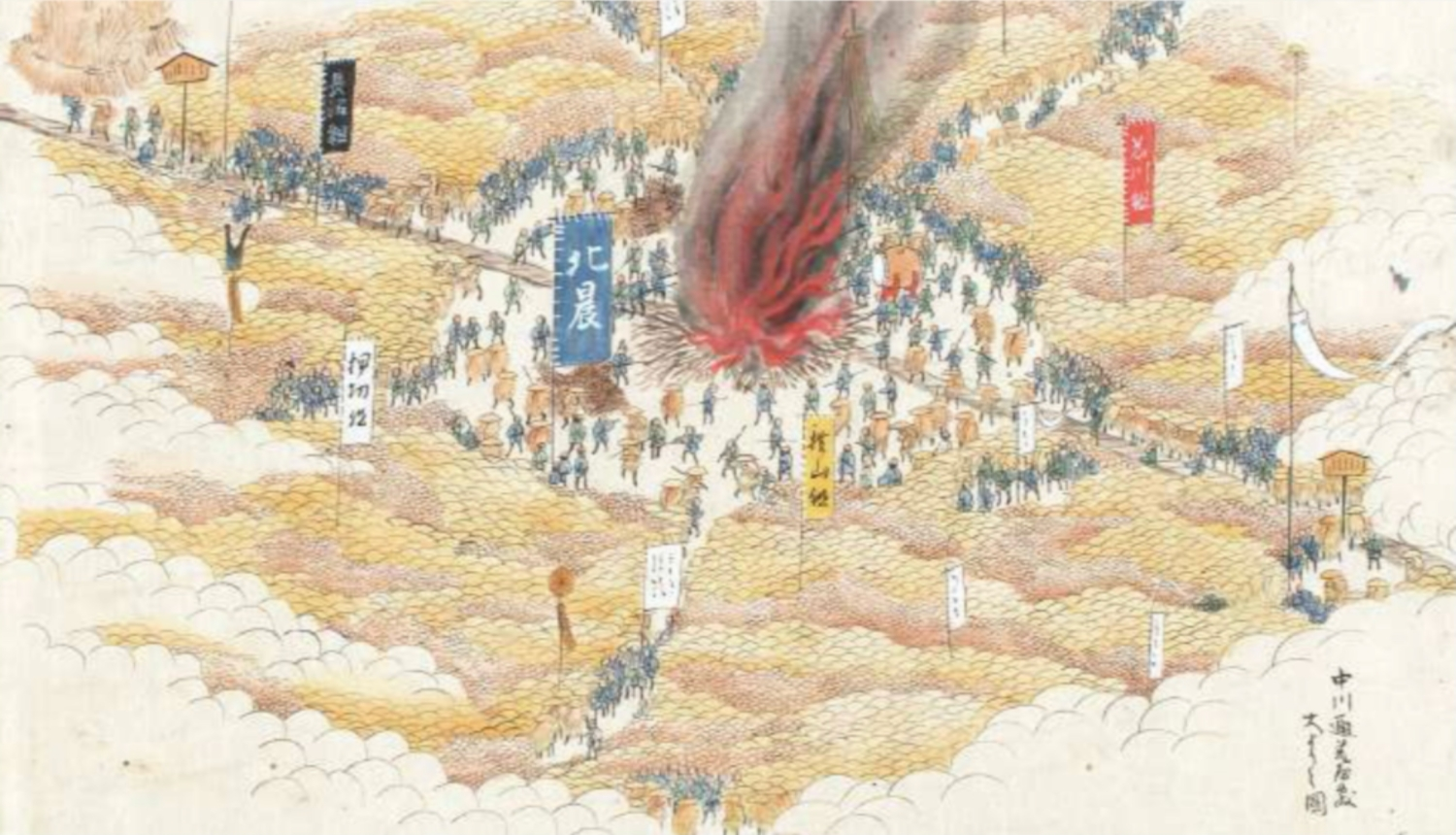
藤島における集会の様子。

天保義民事件（てんぽうぎみんじけん）は、天保11年（1840年）に出羽国庄内藩主酒井忠器らに出された三方領知替えに対して、庄内藩の領民が反対運動を展開した事件。「天保国替事件」「天保義民一揆」などとも呼ばれる。

## 概要
天保11年（1840年）11月、庄内藩主酒井忠器は江戸幕府より、三方領知替えという形で越後長岡藩への転封命令を受けた。表向きの理由は、長岡藩と共に「領内不取り締まり」という漠然としたものであった。長岡藩はそれまで、二度に渡って新潟港での唐物の抜け荷（密貿易）が発覚しており、転封は懲罰ともとられた。しかし庄内藩の場合は抜け荷をした証拠が無かったため、理由が判らず藩内は紛糾した。
ところがその後、この転封は老中水野忠邦らの画策で、武蔵川越藩主松平斉典が実子を排除して大御所徳川家斉の子斉省を養子に迎えたことと引換に、豊かな庄内藩を与えるためのものだと判明した。庄内藩は表高は14万石だが実高は21万石と言われ、藩主忠器らによる殖産興業や農政改革によって比較的安定した藩財政を維持していたため、相次ぐ転封と失政で疲弊していた川越松平家の転封先として目を付けられたのであった。
しかし一度下った幕命は覆らないのが通例なため、庄内藩は実高7万4千石に過ぎない長岡領だけでは藩が立ち行かないとして、庄内の中でも飽海郡の領地と酒田港を残したまま転封できるよう、幕閣に働きかけることにし、酒田の豪商で藩の財政顧問でもあった本間家の当主本間光暉に転封及び幕府との交渉のための費用を工面するよう命じた。光暉は資金不足を埋めるため、上方の商人や他藩に借金を申し入れたが、すでに転封による大減封の話が伝わっていたためことごとく断られた。ただ一つ米沢藩のみが、上杉鷹山の時代に受けた旧恩（本間光丘の頁を参照）に応えて資金を融通してくれた。
一方、転封の話が領内に伝わると領民たちの間にも動揺が走った。庄内藩の領民たちは、本間光丘の藩政改革以来、農村に手篤い藩政への信頼が深く、天保4年（1833年）に起きた大凶作の際に藩主酒井忠器が取った救民策の記憶もあった。そのため、酒井家が何の落ち度もないのに転封させられることを惨むとともに、長年の丹精によって石高を増やしてきた庄内士民の成果を乗っ取る形で入部してくる川越藩への反感を募らせた。また、転封に伴って備蓄米を持ち去られることや貸付米の返済を強要される懸念のほか、領外から漏れ伝わってくる川越藩の窮状と苛政の悪評が広まるに及び領民達の不安は頂点に達した。ついに「百姓と雖（）も二君に仕えず」を合言葉に、転封を撤回させるべく幕府への集団越訴を決意するに至った。
最初に江戸へ嘆願文を持って向かったのは、西郷組本間辰之助に越訴を託された11人だった。江戸に潜伏して機会を伺っているうちに庄内藩の探索に見つかり、全員捕らえられて庄内に送り返された。
続いて玉龍寺の僧侶文隣らを中心に計画が立てられ、選抜された21人の領民が江戸へ向かった。うち10人が庄内藩の追手に捕らえられた。残った11人が江戸に到着し、同地で公事師をしていた庄内藩出身の佐藤藤佐に匿われた。
そして天保12年（1841年）1月20日、11人の領民らは佐藤藤佐の指示により5組に分かれ、幕臣の井伊直亮、水野忠邦、太田資始、脇坂安董、中山備中守にそれぞれ籠訴し捕らえられた。各藩で訴状の中身を改めたところ、藩主との離別を嘆き転封撤回を嘆願する内容であった。従来の直訴といえば藩政の非を訴えるものであったため、藩主擁護の直訴は前代未聞として、このことが江戸市中に広まるや庄内藩への賞賛と同情が集まった。
なお直訴を行った者たちは、口頭注意程度の処分で解放され、身元保証人として領主である酒井家が彼らを引き取った。酒井家でも彼らを処罰することはなかった。
天保12年閏1月7日に大御所の家斉が病死すると、外様大名一同が連名で領地替えに遠回しに抗議する伺書を提出するなど、諸藩の間でも転封に疑問の声が上がり始めた。
一方、籠訴が成功したことが領内に知れ渡るや、意気上がった領民たちは大規模な集会を開いて国替阻止の示威運動を展開した。大勢でかがり火を焚き、幟を立て気勢を上げるさまは、さながら一揆のようであったと記されている。しかし幕府からの反応が一向に無かったことから、一部の領民たちは藩境を越え近隣の諸藩に国替え阻止を愁訴する方法を取った。仙台藩には、およそ300人の庄内領民が越境愁訴した。驚いた仙台伊達家では、藩主伊達斉邦が幕府に伺書を提出した。その内容は庄内領民への同情を示しつつ、理不尽な領地替えを命じた幕府を厳しく批判するものであった。同じく庄内領民が殺到した会津藩も、幕府に伺書を提出した。また水戸藩でも、同藩の軍用掛である山国喜八郎が「無理に国替えを強行すれば、決死の庄内領民が江戸に上り何をしでかすか判らない。決して小事と侮ることのないように」と藩主徳川斉昭に進言するなど、領民たちの国替え阻止運動は大藩をも動かすに至った。
こうした情勢の中で大御所家斉の喪が明け、政治の実権が将軍である徳川家慶の手に移ると、領地替えを巡る状況は大きな転機を迎えた。
家慶は、それまで家斉の元で権勢を振るっていた西の丸派の重臣、林忠英、水野忠篤、美濃部茂育を解任するなど、大御所政治の旧弊払拭に着手していたが、家斉の存命中から問題になっていた三方領知替えについても再考し始めた。すでに庄内領民による越訴の件が江戸市中で評判になっており、御三家の水戸藩や御三卿の田安家など将軍家一門からも庄内藩に同情する声が上がったためである。
まず天保12年5月2日に、江戸市中へ御庭番を派遣し越訴の件で風聞の調査を命じた。翌3日には、4月に江戸南町奉行に就任したばかりの矢部定謙を御前に召し出し、領地替えの是非について意見を訊いた。矢部は、江戸における国替え阻止運動の首謀者である佐藤藤佐と以前から知己であったため、領地替えの内情を知っていた。また老中水野忠邦と対立していた水戸藩主徳川斉昭の推薦で奉行に就任した経緯から、領知替えの必要性を認めず再吟味を具申した。
矢部の助言と御庭番からの報告を受けた家慶は三方領知替えの撤回を決断し、6月7日に老中水野忠邦を呼び出し中止を命じる御主意書を渡した。
御主意書の大まかな内容は以下の通りである。
- 庄内領は、酒井家の長年の丹精により表高14万石が30-40万石の豊かさにまでなったので、長岡にそのまま移ったのでは石高が大幅に減り庄内藩の運営が成り立たなくなる。
- 庄内領民は、酒井家を慕っているというよりも、川越で困窮している松平家が入ってくることで酷い苛政が敷かれるのではないかと恐れている。
- もし転封を強行した場合、庄内領民が反乱を起こし、周辺の大名に鎮圧を要請する事態にでもなれば、幕府の権威を大きく損なう恐れがある。
- 「領内不取り締まり」を理由に庄内藩を罰するのであれば、転封の代わりに酒田港を幕府領にして取り上げることで足りる。
- 以上の理由で三方領知替えを中止した方が「天意人望」にかなう。

ところが3日後の6月10日、水野忠邦は将軍への面会を求め登城、家慶に建白書を提出し強く翻意を促した。建白書の中で水野は、庄内領民の集団越訴は庄内藩が領民に金を渡して煽動した疑惑があるとして、関係者の取り調べと庄内領を念入りに調査する必要があると論じた。
家慶は水野の反対を受けると、庄内領内へ御庭番を派遣し現地の実情を探るとともに、矢部に庄内藩江戸留守居役をはじめとする関係者の取り調べを命じた。
一連の取り調べの中で矢部は佐藤藤佐を召喚し、領民扇動の疑いで尋問したところ、藤佐の口から川越藩が斉典の生母を通じて大奥から水野忠邦ら幕閣に対して転封工作を行った真相を告げられたため、これを調書にして閣老達に報告した。ことの真相を知った閣老達は、水野忠邦に三日間の登城遠慮を申し付け、水野欠席で閣老会議を開いた。5月に斉省が死去していたこともあり、転封は水野の専断によるものとし三方領知替えの中止を決定したとされる。
ただし当時の記録では、佐藤藤佐が取り調べを受けたり水野が登城を禁止された事実は見つからず、調書が提出されたのは中止通達より5日後の7月17日であり、取り調べを担当したのは矢部配下の吟味方与力となっている。また中止の最終決定も閣老会議ではなく、庄内領から戻った御庭番の報告を受けた将軍家慶の判断であるとも記されている。
結局7月11日、家慶は水野忠邦からの建白書を却下する旨を文書にして渡し、改めて三方領地替えの中止を命じると、翌12日に老中を通じて転封撤回を正式に三藩へ通達した。
転封中止の報は早馬によって庄内津々浦々に知らされ、折からのお盆と時期が重なったこともあり、道行く人に酒や赤飯がふるまわれ武士町民百姓も一緒になって盛大に祝ったと記されている。
しかしこの後、庄内藩は幕命により印旛沼疎水工事を任じられ、多大な出費を強いられることになる。工事を任じられた藩がいずれも水野忠邦と対立していた藩であったことから、転封撤回で面目を潰された水野による懲罰だったのではと言われている。また転封の再吟味を具申した矢部定謙も、水野によってその年の12月に失脚し翌年3月には伊勢桑名藩預かりで幽閉され、四か月後失意のうちに病死した。庄内藩では、矢部を恩人として残された遺族の援助を幕府に願い出て許されたほか、領内に矢部を祀った神社（荘照居成神社）を建立してその霊を慰めた。
この事件の背景には藩主を支持する領民の動きを幕府が抑えきれなかったこともあるが、後に「天保の改革」と呼ばれる老中水野忠邦の幕政改革に対する諸大名や民衆の不満の高まりとともに、水野への支持と幕府に対する反抗の広がりへの危惧の板挟みとなった将軍家慶の政治的判断があったと考えられている。実際、三方領知替え決定の責任者であった水野忠邦は、幕府の命令が事実上破棄されるという前代未聞の事態にもかかわらず、老中の地位を慰留されている。

## その後
先述の文隣が住職を務めた玉龍寺（山形県遊佐町）には義挙を伝えるためとして載邦碑と文隣碑が建立されており、毎年7月16日に載邦碑祭が開催されている。